# Triodontella alni
Triodontella alni är en skalbaggsart som beskrevs av Blanchard 1850. Triodontella alni ingår i släktet Triodontella och familjen Melolonthidae. Utöver nominatformen finns också underarten T. a. luteipes.